# Felice della Rovere
Felice della Rovere, född 1483 i Rom, död 27 september 1536, även känd som Madonna Felice, var illegitim dotter till påven Julius II (1503–1513) och adelskvinnan Lucrezia Normanni. 
Felice erkändes av sin far och fick en privilegierad uppväxt. Hon gifte sig första gången med en man vars identitet inte har bekräftats. Genom sitt 1506 ingångna äktenskap med Gian Giordano Orsini (död 1517) blev hon matriark i en av Roms mäktigaste adelsfamiljer, och genom både sin far och sin make kunde hon utöva politiskt inflytande över kurian. Som politiker blev hon sänd av sin far på ett diplomatiskt uppdrag till Frankrike 1511, där hon under två år skötte fredsförhandlingarna mellan påvestaten och Frankrike med Anna av Bretagne. Hon tillhörde de ledande personligheterna i renässansens Rom, rörde sig i de dåtida kulturkretsarna och intresserade sig för humanismen, poesin och kulturen. Hon hade även betydelse genom sina intressen och sin position som affärsidkare inom dåtida romersk spannmålshandel.